# FCヘゲルマン
FCヘゲルマン（FC Hegelmann）は、リトアニアのカウナス郡カウナスをホームタウンとするサッカークラブである。2009年創設。

## 歴史
ドイツ本拠の貨物運送・物流会社ヘゲルマン・グループのリトアニア法人が従業員の身体活動促進を決定し、2009年にFCへゲルマン・リタウエンを創設。同年からリトアニア4部リーグであるカウナス郡サッカー連盟 (KAFF) のIIIリーガに参加し、最高成績は6位であった。
2016年にAリーガのカウノ・ジャルギリスとパートナーシップ契約を締結し、同年にIリーガで10位の成績を残した。
2018年にFRKフェニクサスと協力関係を締結し、フェニクサスの若手選手が多く所属した。同年にIIリーガの南地域で優勝し、Iリーガ昇格を果たした。2019年にIリーガで7位の成績を残した。
2020年にIリーガで2位の成績を残し、最上位リーグのAリーガ昇格を果たした。ヘゲルマンはネヴェージス・ケダイネイと優勝争いを演じ、勝ち点2差の2位で迎えた最終節にシャウレイを破ったが、首位ネヴェージスもヨナヴァに勝利したため、逆転優勝はならず、2位に終わった。
2021年にAリーガでデビューを果たした。第1節で同じくAリーガデビュー戦となったジュガス・テルシェイと対戦したが、1-2で敗れた。
2022年、名称をFCへゲルマン・リタウエンからFCへゲルマンに変更。

## タイトル

### 国内タイトル
- IIリーガ：1回
  - 2018 (南)

### 国際タイトル
- なし

## 過去の成績
| シーズン | ディビジョン | ディビジョン | ディビジョン | ディビジョン | ディビジョン | ディビジョン | ディビジョン | ディビジョン | ディビジョン | LFFタウレー  |
| シーズン | リーグ       | 順位         | 試           | 勝           | 分           | 敗           | 得           | 失           | 点           | LFFタウレー  |
| -------- | ------------ | ------------ | ------------ | ------------ | ------------ | ------------ | ------------ | ------------ | ------------ | ------------ |
| 2019     | Iリーガ      | 7位          | 28           | 12           | 8            | 8            | 57           | 42           | 44           | ベスト32     |
| 2020     | Iリーガ      | 2位          | 20           | 14           | 4            | 2            | 39           | 12           | 46           | 準々決勝敗退 |
| 2021     | Aリーガ      | 5位          | 36           | 14           | 11           | 11           | 53           | 38           | 53           | 準決勝敗退   |
| 2022     | Aリーガ      | 4位          | 36           | 16           | 13           | 7            | 62           | 32           | 61           | 準優勝       |
| 2023     | Aリーガ      | 位           |              |              |              |              |              |              |              |              |

## 欧州の成績
| シーズン | 大会                               | ラウンド  | 対戦相手 | ホーム | アウェー | 合計 |  |
| -------- | ---------------------------------- | --------- | -------- | ------ | -------- | ---- |  |
| 2023-24  | UEFAヨーロッパカンファレンスリーグ | 予選1回戦 | 不明の旗 |        |          |      |  |

## 歴代監督
- アンドリュス・スケルラ 2021-

## 歴代所属選手
- イグナス・デドゥラ 2020-
- 辛島侑烈[7] 2021-2022
- 佐藤岬 2022-203
- 中村龍雅 2023
- デューク・カルロス 2025-